# آزمایش جانوری روی جوندگان
جوندگان معمولاً در آزمایش‌های جانوری، به‌ویژه موش‌ها و خرموش‌ها، همچنین خوکچه هندی، همستر، جربیل و دیگران استفاده می‌شوند. موش‌ها به دلیل در دسترس بودن، اندازه، هزینه کم، سهولت جابجایی و سرعت تولیدمثل سریع، رایج‌ترین گونه‌های مهره‌داران هستند.
در بریتانیا در سال ۲۰۱۵، ۳٫۳۳ میلیون روش روی جوندگان انجام شد (۸۰٪ از کل روش‌های آن سال). رایج‌ترین گونه‌های به‌کاررفته موش‌ها (۳٫۰۳ میلیون روش یا ۷۳٪ از کل) و خرموش‌ها (۲۶۸۵۲۲ یا ۶٫۵٪) بودند. دیگر گونه‌های جوندگان شامل خوکچه هندی (۲۱۸۳۱ / ۰٫۷٪)، همستر (۱۵۰۰ / ۰٫۰۴٪) و جربیل (۲۷۸ / ۰٫۰۱٪) بودند.